# Nemcia pulchella
Nemcia pulchella är en ärtväxtart som beskrevs av Porphir Kiril Nicolai Stepanowitsch Turczaninow. Nemcia pulchella ingår i släktet Nemcia och familjen ärtväxter. Inga underarter finns listade i Catalogue of Life.